# Avro Lincoln
Авро 694 Лінкольн (англ. Avro 694 Lincoln) — британський важкий чотиримоторний бомбардувальник, який перебував на озброєнні Королівських ВПС. Спочатку розроблявся як модифікація Avro Lancaster, але через велику кількість змін отримав власний номер і позначення.

## Історія
В 1943 році основний британський важкий бомбардувальник Avro Lancaster все ще цілком справлявся з своєю роллю, але міністерство авіації видало специфікацію B14/43 на його заміну. З сторони компанії Avro було висунуто подальшу модифікацію «Ланкастера» під позначенням Lancaster IV який мав використовувати двигуни Rolls-Royce Merlin 85, які б дозволили більший радіус дії і максимальну висоту. Хоча за основу було взято «Ланкастер» і багато компонентів, а також загальний дизайн залишились, новий літак отримав позначення Type 694 Lincoln. Літак отримав більше крило і довший фюзеляж, міг переносити більше озброєння, а також отримав посилене шасі.
Перший прототип піднявся в повітря 9 червня 1944 року з аеропорту Рінгвей в Манчестері і через чотири дні був відправлений військовим для випробувань. 13 листопада в повітря піднявся другий прототип, і після деяких змін в озброєнні літак було вирішено запустити в серійне виробництво. Початково планувалось виготовити 2254 літаки на заводах Avro, Vickers-Armstrongs і Armstrong Whitworth. Проте з закінченням війни обсяги замовлення були зменшені і в Британії було виготовлено 540 літаків, включаючи прототипи. Ще 73 було виготовлено в Австралії і один в Канаді.
Перші серійні «Лінкольни» надійшли на озброєння в лютому 1945 року, але до закінчення війни в Європі вони все ще освоювались наземними службами або використовувались в експериментальних групах, зокрема в групах дослідження телекомунікацій, авіаційних торпед і двигунів. Перша бойова ескадрилья — 57-а отримала «Лінкольни» тільки в вересні 1945 року, і не встигли взяти участі в бойових і діях проти Японії.

## Модифікації

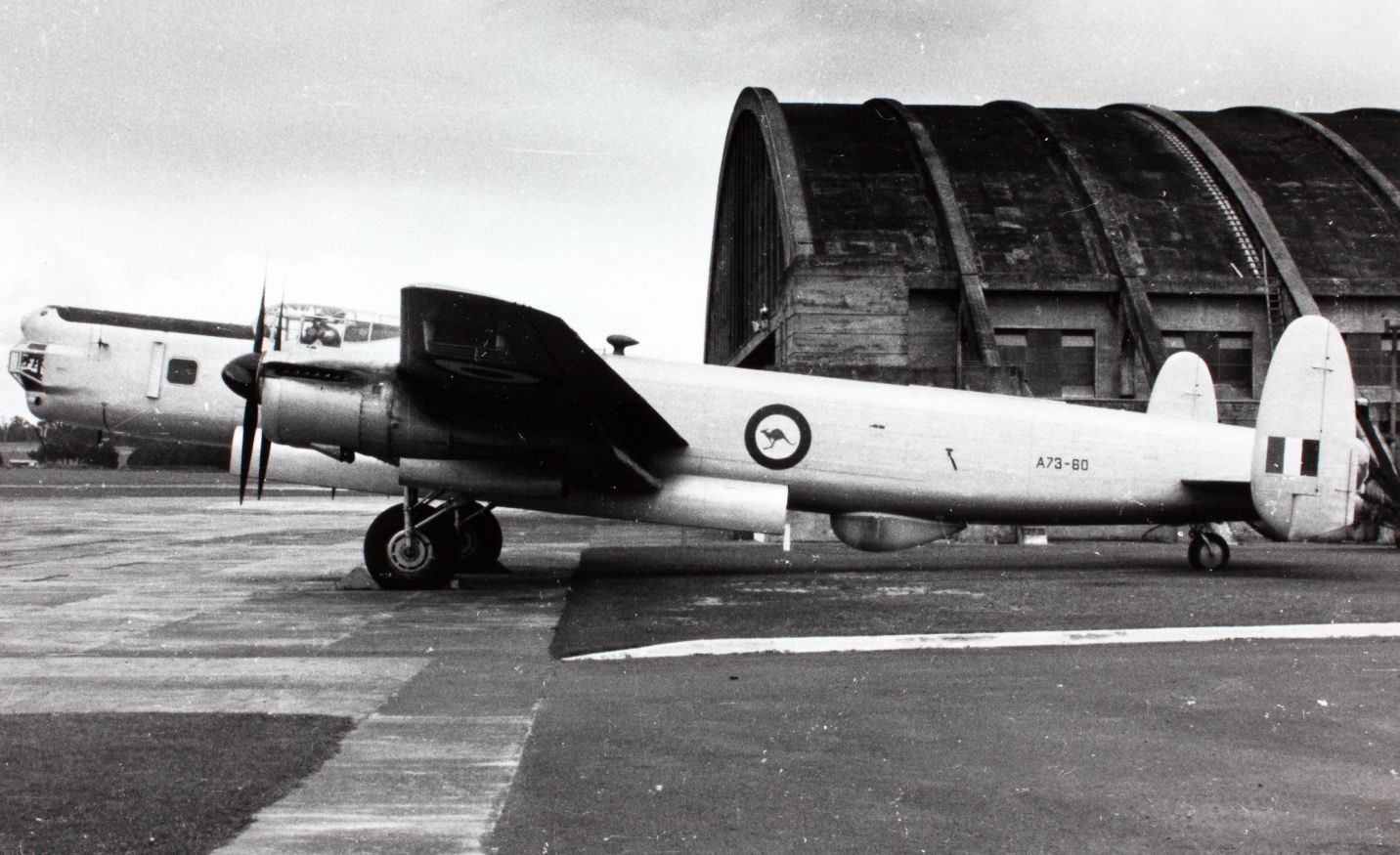
Австралійський Lincoln Mk.31

- Avro Type 694 — прототипи створені за специфікацією 14/43. Три побудовано.
- Lincoln Mk.I — бомбардувальна версія оснащена двигунами Rolls-Royce Merlin 85 потужністю 1750 к.с. 72 літаки виготовлено на заводах Avro.
- Lincoln Mk.II — бомбардувальна версія оснащена двигунами Rolls-Royce Merlin 66/68/300. 465 літаків, будувався також на заводах Vickers-Armstrongs і Armstrong Whitworth.
- Lincoln Mk.III — проєкт патрульного літака. Став основою для майбутнього літака Avro Shackleton.
- Lincoln Mk.IV — Mk.II пристосований для використання двигунів Rolls-Royce Merlin 85.
- Lincoln U.5 — два Mk.II модифіковані в безпілотні дрони.
- Lincoln Mk 15 — літак виготовлений Victory Aircraft в Канаді.
- Lincoln Mk 30 — бомбардувальна версія виготовлена в Австралії. 43 літаки побудовано.
- Lincoln Mk 30A — австралійські бомбардувальники з подовженим носом і виготовленими в Австралії Rolls-Royce Merlin 102. 30 літаків.
- Lincoln Mk 31 — 20 модифікованих в 1951 році Mk 30. В подовженому носі літака встановлювались місця для радара і операторів.
  - Lincoln MR 31 — проти-субмаринна модифікація Mk 31
- Avro 695 Lincolnian — транспортна версія.
- Lincoln ASR.3. — початкове позначення Avro Shackleton.

## Тактико-технічні характеристики
Дані з Consice Guide to British Aircraft of World War II

### Технічні характеристики
- Екіпаж: 7 осіб
- Довжина: 23,86 м
- Висота: 5,27 м
- Розмах крила: 36,58 м
- Площа крила: 132,01 м ²
- Маса порожнього: 19 686 кг
- Максимальна злітна маса: 34 019 кг
- Двигуни: 4 × Rolls-Royce Merlin 85
- Потужність: 4 × 1750 к. с. (1305 кВт.)

### Льотні характеристики
- Максимальна швидкість: 475 км/год (на висоті 4750 м)
- Крейсерська швидкість: 346 км/год (на висоті 6100 м)
- Дальність польоту: 2366 км
- Практична стеля: 9295 м

### Озброєння
- Захисне:
  - 2 × 12,7-мм кулемети в носовій турелі
  - 2 × 12,7-мм кулемети в верхній турелі
  - 2 × 12,7-мм кулемети в хвостовій турелі
- Бомбове:
  - 6350 кг бомб